# ルディ・オーエンス
ルディ・C・オーエンス（Rudy C. Owens, 1987年12月18日 - ）は、アメリカ合衆国・アリゾナ州メサ出身のプロ野球選手（投手）。左投左打。

## 経歴
2006年のMLBドラフトでピッツバーグ・パイレーツから28巡目（全体830位）指名された。
2011年からAAA級インディアナポリス・インディアンスでプレー。
2012年7月24日、ワンディ・ロドリゲスとのトレードでロビー・グロスマンと共にヒューストン・アストロズへ移籍した。AAA級オクラホマシティ・レッドホークスでプレー。
2014年3月16日にAAA級オクラホマシティへ配属され、開幕を迎えた。AAA級では10試合に登板し、2勝3敗1セーブ・防御率6.05だった。5月23日にメジャーへ昇格し、同日のシアトル・マリナーズ戦で先発起用されメジャーデビュー。5.2回を投げ、9安打5失点2四球と結果を残せず、メジャー初黒星を喫した。結局、この1試合だけの登板だった。オフの10月9日に40人枠から外れ自由契約となり、11月12日にオークランド・アスレチックスとマイナー契約を結んだ。
2015年4月4日にトレードでロサンゼルス・ドジャースに移籍し傘下のマイナーでプレー。7月16日に解雇となり、25日にコロラド・ロッキーズとマイナー契約を結ぶ。
2016年2月15日に、台湾の中信兄弟に移籍。登録名は歐文。しかし、不振のためシーズン途中の5月20日に解雇された。その後は独立リーグでプレーした。
2017年はイタリアリーグでプレーした。

## 詳細情報

### 年度別投手成績
| 年 度     | 球 団     | 登 板 | 先 発 | 完 投 | 完 封 | 無 四 球 | 勝 利 | 敗 戦 | セ 丨 ブ | ホ 丨 ル ド | 勝 率 | 打 者 | 投 球 回 | 被 安 打 | 被 本 塁 打 | 与 四 球 | 敬 遠 | 与 死 球 | 奪 三 振 | 暴 投 | ボ 丨 ク | 失 点 | 自 責 点 | 防 御 率 | W H I P |
| --------- | --------- | ----- | ----- | ----- | ----- | -------- | ----- | ----- | -------- | ----------- | ----- | ----- | -------- | -------- | ----------- | -------- | ----- | -------- | -------- | ----- | -------- | ----- | -------- | -------- | ------- |
| 2014      | HOU       | 1     | 1     | 0     | 0     | 0        | 0     | 1     | 0        | 0           | .000  | 29    | 5.2      | 9        | 1           | 2        | 0     | 1        | 1        | 0     | 0        | 5     | 5        | 7.94     | 1.94    |
| 2016      | 兄弟      | 10    | 10    | 0     | 0     | 0        | 4     | 3     | 0        | 0           | .571  | 260   | 57.1     | 71       | 7           | 15       | 0     | 6        | 52       | 1     | 0        | 43    | 42       | 6.59     | 1.50    |
| MLB：1年  | MLB：1年  | 1     | 1     | 0     | 0     | 0        | 0     | 1     | 0        | 0           | .000  | 29    | 5.2      | 9        | 1           | 2        | 0     | 1        | 1        | 0     | 0        | 5     | 5        | 7.94     | 1.94    |
| CPBL：1年 | CPBL：1年 | 10    | 10    | 0     | 0     | 0        | 4     | 3     | 0        | 0           | .571  | 260   | 57.1     | 71       | 7           | 15       | 0     | 6        | 52       | 1     | 0        | 43    | 42       | 6.59     | 1.50    |

### 背番号
- 99 (2014年)
- 98 (2016年)